# Chœur de l'Opéra de Lausanne
 (août 2022).
Le Chœur de l'Opéra de Lausanne, créé en 1984, est un ensemble choral vaudois.

## Biographie
Créé en 1984 par René Falquet, à la demande de Renée Auphan qui venait d'être nommée directrice de l'Opéra, le Chœur de l'Opéra de Lausanne rassemble aujourd'hui une quarantaine de choristes, pour la plupart étudiants en classe de chant et de perfectionnement professionnel au Conservatoire de Lausanne ou dans d'autres conservatoires romands. Il travaille depuis 1995 sous la direction de Véronique Carrot qui lui a permis d'élargir progressivement ses activités en s'ouvrant au répertoire de concert.
Dans ce dernier cadre, le Chœur de l'Opéra de Lausanne se produit en récital, soit a cappella (Motets de Bach et de Mendelssohn au Festival de Besançon en 2007), soit avec piano. Il est régulièrement engagé par des orchestres ou des festivals, en Suisse et à l'étranger : Création de Haydn en 2003, sous la direction de Jerzy Semkow, Stabat Mater de Rossini en février 2006, sous la direction de Corrado Rovaris. On le retrouve encore au Concertgebouw d'Amsterdam, à l'Opéra de Montpellier et au Palais des Beaux-Arts de Bruxelles, au Théâtre des Champs-Élysées ou au Théâtre de Poissy. Ce dernier projet a, du reste, donné lieu à l'enregistrement de La Grotta di Trofonio de Salieri, avec les Talens Lyriques, sous la direction de Christophe Rousset, pour le label Ambroisie, en 2005. Accompagnant les productions de l'Opéra de Lausanne, le Chœur a participé à de nombreuses tournées internationales, au Théâtre de Caen en 2000 et 2001, au Théâtre municipal de Nîmes en 2004 et 2005, à l'Opéra de Vichy, en 2005, 2006, 2007, 2008 et 2009, à l’Opéra Comique de Paris en 2007, enfin, au Japon en octobre 2008, pour quatorze représentations de Carmen.
Outre La Grotta di Trofonio de Salieri, mentionnée plus haut, le Chœur de l'Opéra de Lausanne a participé aux enregistrements discographiques du Nez de Chostakovitch en 2001 et de Roland de Lully en 2003.

## Sources
- « Chœur de l'Opéra de Lausanne », sur la base de données des personnalités vaudoises sur la plateforme « Patrinum » de la Bibliothèque cantonale et universitaire de Lausanne.
- Salieri, Antonio, La grotta di Trofonio, Ambroisie, 2005, cote BCUL: DCR 8349
- Ellgass, Jean, "Plus beau, plus grand, l'Opéra de Lausanne a rouvert ses portes", 24 Heures, 2012/10/04
- Scherrer, Antonin, "Véronique Carrot. La baguette, peut-être mais alors jamais sans voix!" [interview et portrait photographique], dans Revue musicale de Suisse Romande, 1999, n°4, p. 27-30
- Jean-Louis, Matthey, "Rencontre avec Véronique Carrot ou la musique en partage" dans Revue musicale Suisse, sept. 2007, n°9, p. 21
- "Plus de printemps pour Mimi", La Montagne, 2012/09/22, p. Vichy-10
- Faurie, Fabienne, "Deux opérettes bouffe d'Offenbach", La Montagne, 2012/07/12
- Sykes, Julian, "Un "Stabat Mater" aux larmes apaisantes", Le Temps, 2011/10/06
- "René Falquet, maître d’œuvre des Vêpres de la Vierge", Journal de Saône et Loire, 2004/07/24
- Chenal, Matthieu, "Aux arènes d'Avenches, Nabucco éblouit plus qu'il n'émeut", 24 Heures, 2013/07/08, p. 24.